# Lasioglossum swenki
Lasioglossum swenki är en biart som först beskrevs av Crawford 1906. Den ingår i släktet smalbin och familjen vägbin. Inga underarter finns listade i Catalogue of Life.

## Beskrivning
Ett svart, avlångt bi med svart huvud och mellankropp. Hos hanen är emellertid käkarna (mandiblerna) överläppen (labrum), munskölden (clypeus) och större delen av antennerna gula. Hanen har dessutom brett huvud, medan honans är jämnrunt. Behåringen på huvud och mellankropp är gles, med undantag för ansiktet där den är tätare. På bakkroppen är de tre första tergiterna (segmenten på ovansidan) brunorange, de följande svartbruna. Bakkroppsbehåringen är gles; honan har dock tätare hårband på framkanterna av tergiterna, fläckvisa utom på tergit 3 och 4, där hårbanden är sammanhängande. Hon har dessutom hårtussar för polleninsamling på buksidan. Honan blir omkring 6 mm lång, hanen mellan 5,5 och 6,5 mm.

## Ekologi
Lasioglossum swenki tros vara ett solitärt bi där honan gräver ett underjordiskt bo.
Arten, som framför allt är aktiv under sen eftermiddag och kväll, är polylektisk, den flyger till blommande växter ur flera olika familjer som korgblommiga växter, gurkväxter, ärtväxter, linväxter, underblommeväxter och dunörtsväxter.

## Utbredning
Utbredningsområdet omfattar mellersta Nordamerika från södra Kanada över USA:s inland till norra Mexiko. Nordgränsen går från Alberta och Manitoba i Kanada, västgränsen från Alberta över Utah och New Mexico i USA till Chihuahua i norra Mexiko, östgränsen från Illinois och Michigan och sydgränsen öster om Mexiko (det vill säga i USA) längs New Mexico och Texas